# Rythem
Rythem es un dúo japonés de Pop y Música de autor formado por dos miembros femeninos, Yui Nītsu (Nacida el 17 de agosto de 1985) y Yukari Katō (Nacida el 3 de abril de 1985). 
En la actualidad están contratadas por la discográfica Sony Music Japan.
Además de cantar, Yui toca el piano y Yuka toca la guitarra. Rythem destacan por la fluidez de las armonías y la melodía de sus canciones.

## Información
El talento de Rythem como cantautoras comenzó a salir a la luz cuando trabajaron con su canción original Hiroritabi Shararuran en la Audición de Sony Music en mayo de 2003, El primer sencillo de Rythem fue Harmonia y se usó como segundo "ending" en la serie de anime de TV TOKYO, Naruto. Con el éxito de su sencillo de debut, grabaron 4 sencillos más y su primer álbum, Utatane en el cual había 
un tema llamado Hōki Gumo que se publicó en 2005 (antes del álbum) debido a que se usó como "opening" en otra serie de anime de TV TOKYO llamada, Yakitate!! Japan.
El octavo sencillo, 20 Tsubu no Kororo fue una colección de canciones escritas y grabadas por Yui y Yuka dedicadas.
El noveno sencillo, Kokoro Bīdama se usó como sexto "ending" de Yakitate!! Japan.
El décimo sencillo se llamó Negai y se usó como "ending" de Nippon TV show Sukkiri (スッキリ). 
El segundo álbum de Rythem y su DVD salieron a la venta en mayo y junio de 2006, respectivamente; compilando sus trabajos, post-UTATANE y por supuesto incluyendo algunas versiones largas de piezas cortas que tocaron en su show de radio semanal "Enjoy your time!".
De nuevo en la promoción de nuevos talentos y procedentes, Rythem a finales de 2006 llevaron a cabo una serie de conciertos en vivo titulados "Acoustic PoP". 
Con su apretada agenda en la carretera, Rythem consiguió publicar un sencillo a tiempo para la temporada de primavera y de los vistosos Cerezos en flor, llamada Sakura Ita (o "Canto de los cerezos en flor") a principios de 2007.
Su último álbum llamado 23, fue publicado el 1 de octubre de 2008, cuando las dos cantantes habían cumplido los 23 años.

## Discografía
Álbumes de estudio: 
- Utatane
- Mugen Factory
- 23

Recopilatorios: 
- Best Story

Sencillos:
- Harmonia - Publicado: 21 de mayo de 2003
- Tenkyu (New Summer Version) - Publicado: 6 de agosto de 2003
- Blue Sky Blue - Publicado: 9 de noviembre de 2003
- Hitoritabi Shararuran - Publicado: 21 de abril de 2004
- Mangekyō Kirakira - Publicado: 26 de mayo de 2004
- Houki Gumo - Publicado: 26 de enero de 2005
- Mikazuki Rhapsody - Publicado: 24 de agosto de 2005
- 20 Tsubu no Kokoro - Publicado: 1 de enero de 2006
- Kokoro Bīdama - Publicado: 1 de marzo de 2006
- Negai - Publicado: 26 de abril de 2006
- Sakura Uta - Publicado: 28 de febrero de 2007
- Hotarubi - Publicado: 18 de julio de 2007
- WINNER - Publicado: 10 de octubre de 2007
- Bitter & Sweet - Publicado: 17 de noviembre de 2007
- Kubisuji Line - Publicado: 10 de febrero de 2008
- Love Call/Akari no Arika - Publicado: 23 de julio de 2008
- Gyuttoshite - Publicado: 29 de julio de 2009

Información más detallada (en inglés): http://en.wikipedia.org/wiki/Rythem_discography